# Acqui Unione Sportiva 1931-1932
Questa pagina raccoglie i dati riguardanti l'Acqui Unione Sportiva nelle competizioni ufficiali della stagione 1931-1932.

## Rosa
| N. |                   | Ruolo | Calciatore            |
| -- | ----------------- | ----- | --------------------- |
|    | Italia (bandiera) | C     | Ettore Ansaldo        |
|    | Italia (bandiera) | A     | Biscaglino            |
|    | Italia (bandiera) | A     | Giuseppe Bruno        |
|    | Italia (bandiera) | C     | Enrico Chelo          |
|    | Italia (bandiera) | D     | Carlo Galizia (I)     |
|    | Italia (bandiera) | A     | Armando Giacobbe (II) |

| N. |                   | Ruolo | Calciatore              |
| -- | ----------------- | ----- | ----------------------- |
|    | Italia (bandiera) | C     | Domenico Giacobbe (III) |
|    | Italia (bandiera) | C     | Giuseppe Montanella     |
|    | Italia (bandiera) | D     | Sobrero (I)             |
|    | Italia (bandiera) | D     | Francesco Sobrero (II)  |
|    | Italia (bandiera) | P     | Lorenzo Torello         |